# Baie-de-Henne
Baie-de-Henne (en criollo haitiano Bèdeyèn) es una comuna de Haití, que está situada en el distrito de Môle-Saint-Nicolas, del departamento de Noroeste.

## Secciones
Está formado por las secciones de:
- Citerne Rémy
- Dos d'Ane
- Réserve (también denominada Ti Paradis)
- L'Estère Dere (que abarca la villa de Baie-de-Henne)

## Demografía
| Gráfica de evolución demográfica de Baie-de-Henne entre 2009 y 2015 |
|                                                                     |

Los datos demográficos contemplados en este gráfico de la comuna de Baie-de-Henne son estimaciones que se han cogido de 2009 a 2015 de la página del Instituto Haitiano de Estadística e Informática (IHSI). 